# تيار الشراكة الوطنية
تيار الشراكة الوطنية هو حركة سياسية في مصر تهدف إلى توحيد «دعاة» ثورة 25 يناير و30 يونيو. دعمت الحركة حمدين صباحي في انتخابات الرئاسة المصرية عام 2014.